# 푸에르토갈레라

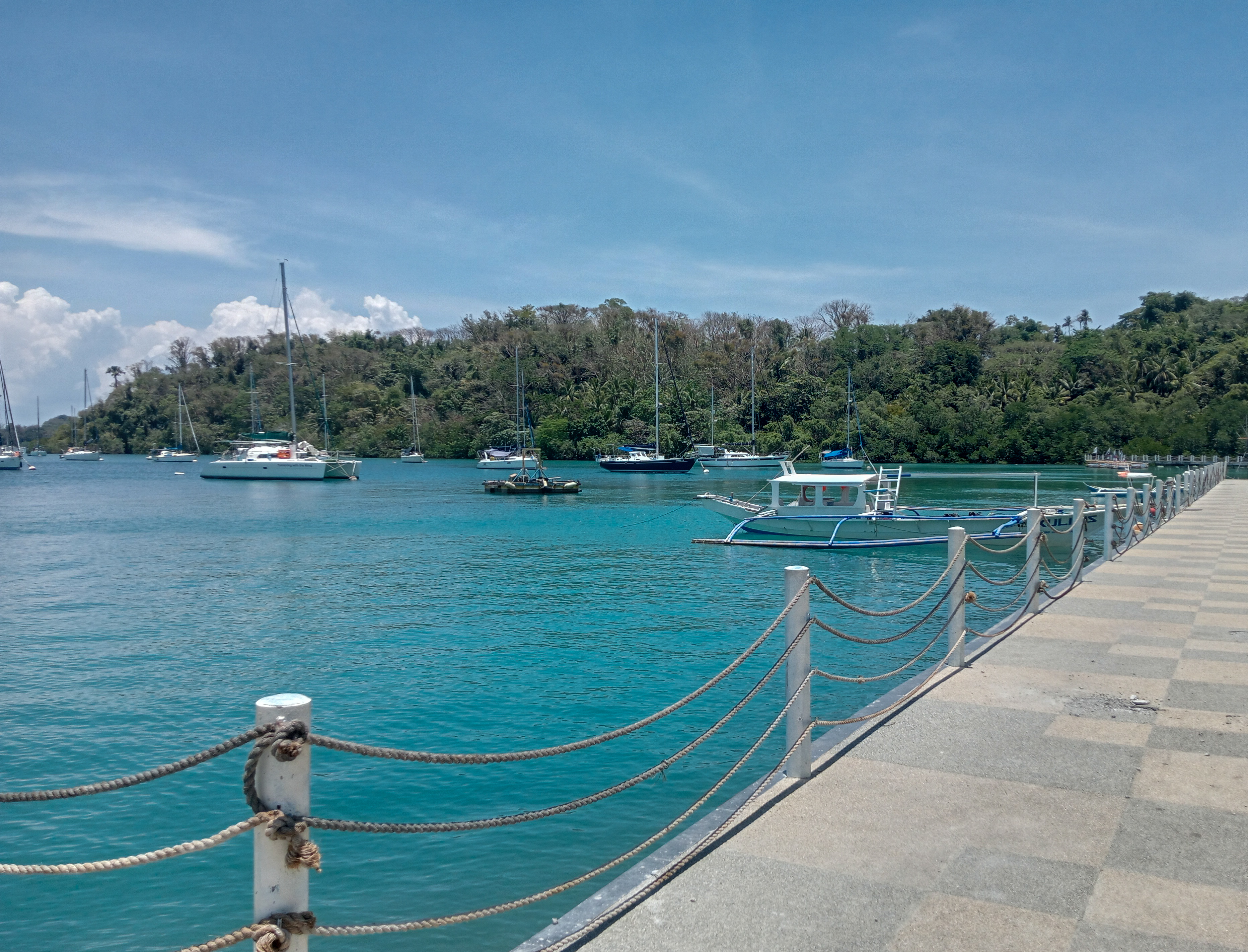
항구

푸에르토갈레라(Puerto Galera), 정식 명칭은 푸에르토갈레라 지방 자치체(필리핀어: Bayan ng Puerto Galera)로 필리핀 동민도로의 지방 자치체이다. 2020년 인구 조사에 따르면 인구는 41,961명이다. 
주로 남부 루손의 관문인 바탕가스 국제항에서 현지 정기 운항업체가 운영하는 대나무 보트(방카)를 통해 접근할 수 있다. 수상 비행기 운영업체 에어 후안 항공(Air Juan Aviation, Inc.)은 매일 두 편의 세스나 그랜드 캐러밴 수상 비행기를 마닐라에서 푸에르토갈레라로 운항한다.

## 역사

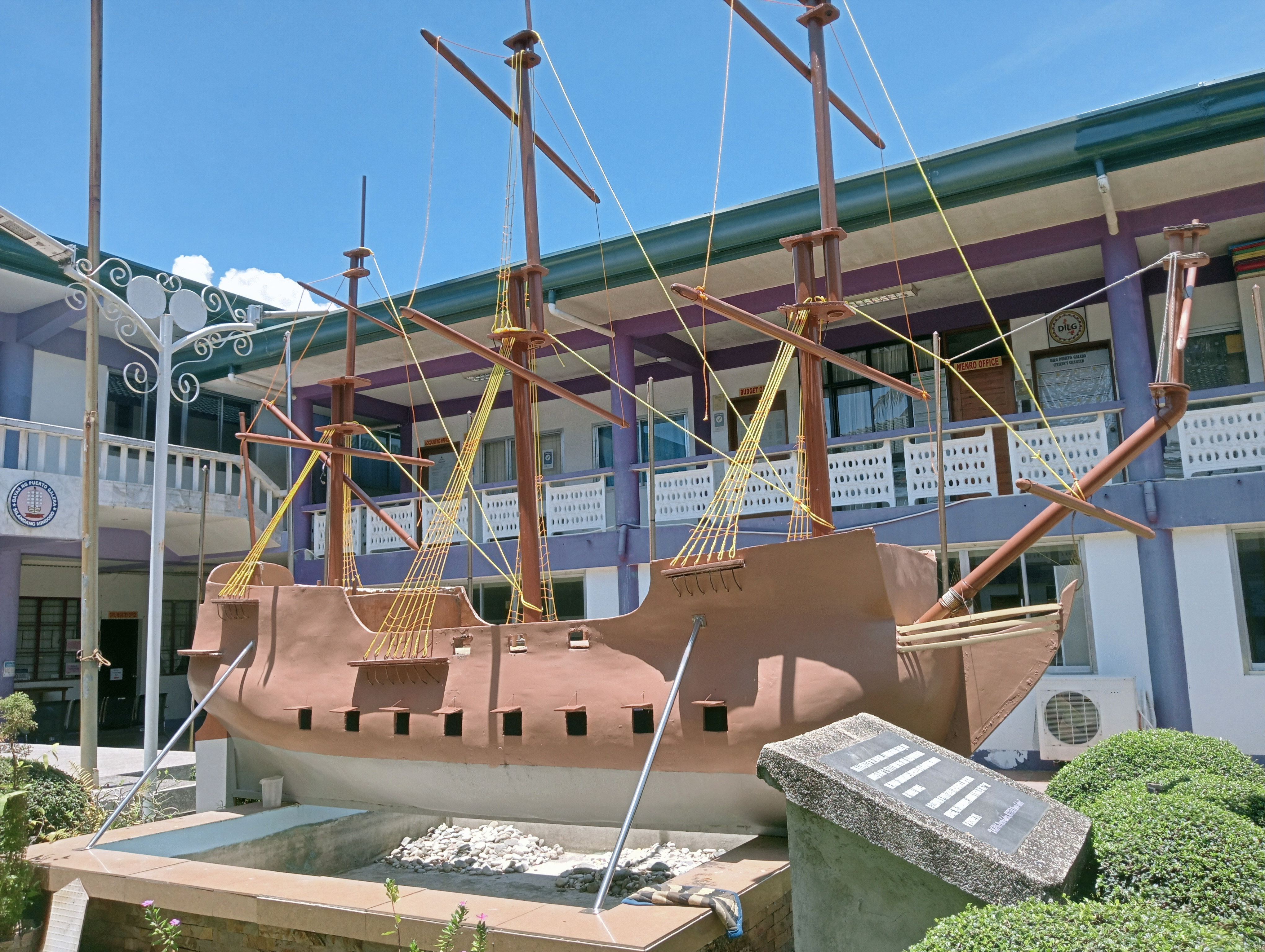
시청에 있는 산 미겔 (스페인 갤리선) 복제품

스페인인이 도착하기 전에 중국 상인들이 이곳을 알았을 가능성이 있지만, 중국인 정착 증거는 없다. 다른 동남아시아 상인들도 이곳을 알고 있었을 가능성이 있으며, 그들은 무역 상품을 싣고 내리기에 편리하다고 여겼을 것이다. 만은 악천후로부터 선박을 보호하기에 편리한 장소였고, 무엘레에서 흑미를 보관하고 거래하기 위한 창고가 지어졌다.
1570년 4월, 스페인인들은 봄본(현재 바탕가스)에 도착했고, 나중에 이슬라 베르데 해협을 항해하여 상륙한 후 그곳을 푸에르토갈레라(갤리선의 항구)라고 불렀다. 미겔 로페스 데 레가스피는 이 섬의 초대 스페인 총독이 되었다. 무엘레에는 병사들을 위한 주둔지가 건설되었고, 만의 해군 활동을 감시하기 위해 담팔리탄 포인트에 감시탑이 세워졌다. 스페인인들은 국왕을 위해 정복하러 왔고, 중국인 및 원주민과의 무역을 방해하던 무슬림 모로족 해적들을 추적했다. 후자는 능숙한 전사일 뿐만 아니라 패배를 직면해서도 좋은 협상가임을 입증했다.
1663년에 섬의 행정 형태가 변경되어 코레히도르가 알칼데-마요르 또는 지방 주지사로 교체되었고, 수도는 푸에르토갈레라에서 바코로 옮겨졌다. 17세기에 도시의 상대적인 번영은 무슬림 해적의 증가로 심각한 차질을 겪었다. 해적 공격과 스페인인의 잘못된 관리 모두로 인해 원주민 인구는 더 안전한 곳으로 망명하거나 비교적 안전한 내륙으로 보내졌다.

## 지리
푸에르토갈레라는 동민도로주의 북서쪽 끝이자 이슬라 베르데 해협의 남서쪽 끝에 위치하며, 마닐라에서 남쪽으로 130 킬로미터 (81 mi), 주도인 칼라판에서 51 킬로미터 (32 mi) 떨어져 있다.

### 바랑가이
푸에르토갈레라는 13개의 바랑가이로 정치적으로 나뉜다. 각 바랑가이는 푸로크로 구성되어 있으며 일부는 시티오를 가지고 있다.
- 아니누안
- 바클라얀
- 발라테로
- 둘랑안
- 팔랑안
- 포블라시온
- 사방
- 산 안토니오
- 산 이시드로
- 산토 니뇨
- 시난디간
- 타비나이
- 빌라플로르

### 기후
| 푸에르토갈레라, 동민도로의 기후                                 | 푸에르토갈레라, 동민도로의 기후 | 푸에르토갈레라, 동민도로의 기후 | 푸에르토갈레라, 동민도로의 기후 | 푸에르토갈레라, 동민도로의 기후 | 푸에르토갈레라, 동민도로의 기후 | 푸에르토갈레라, 동민도로의 기후 | 푸에르토갈레라, 동민도로의 기후 | 푸에르토갈레라, 동민도로의 기후 | 푸에르토갈레라, 동민도로의 기후 | 푸에르토갈레라, 동민도로의 기후 | 푸에르토갈레라, 동민도로의 기후 | 푸에르토갈레라, 동민도로의 기후 | 푸에르토갈레라, 동민도로의 기후 |
| 월                                                              | 1월                             | 2월                             | 3월                             | 4월                             | 5월                             | 6월                             | 7월                             | 8월                             | 9월                             | 10월                            | 11월                            | 12월                            | 연간                            |
| --------------------------------------------------------------- | ------------------------------- | ------------------------------- | ------------------------------- | ------------------------------- | ------------------------------- | ------------------------------- | ------------------------------- | ------------------------------- | ------------------------------- | ------------------------------- | ------------------------------- | ------------------------------- | ------------------------------- |
| 일평균 최고 기온 °C (°F)                                        | 28 (82)                         | 29 (84)                         | 30 (86)                         | 31 (88)                         | 31 (88)                         | 30 (86)                         | 29 (84)                         | 29 (84)                         | 29 (84)                         | 29 (84)                         | 29 (84)                         | 28 (82)                         | 29 (85)                         |
| 일평균 최저 기온 °C (°F)                                        | 22 (72)                         | 21 (70)                         | 22 (72)                         | 23 (73)                         | 25 (77)                         | 25 (77)                         | 25 (77)                         | 25 (77)                         | 25 (77)                         | 24 (75)                         | 23 (73)                         | 22 (72)                         | 24 (74)                         |
| 평균 강수량 mm (인치)                                           | 48 (1.9)                        | 32 (1.3)                        | 41 (1.6)                        | 54 (2.1)                        | 257 (10.1)                      | 410 (16.1)                      | 466 (18.3)                      | 422 (16.6)                      | 429 (16.9)                      | 300 (11.8)                      | 137 (5.4)                       | 92 (3.6)                        | 2,688 (105.7)                   |
| 평균 강우일수                                                   | 10.8                            | 8.0                             | 9.8                             | 11.7                            | 23.1                            | 27.5                            | 29.2                            | 28.7                            | 28.7                            | 25.5                            | 18.2                            | 12.8                            | 234                             |
| 출처: Meteoblue (modeled/calculated data, not measured locally) |                                 |                                 |                                 |                                 |                                 |                                 |                                 |                                 |                                 |                                 |                                 |                                 |                                 |

## 인구 통계
| 연도 | 인구   | ±% p.a. |
| ---- | ------ | ------- |
| 1903 | 1,275  | —       |
| 1939 | 3,433  | +2.79%  |
| 1948 | 3,948  | +1.57%  |
| 1960 | 5,925  | +3.44%  |
| 1970 | 7,659  | +2.60%  |
| 1975 | 10,129 | +5.77%  |
| 1980 | 12,306 | +3.97%  |

| 연도 | 인구   | ±% p.a. |
| ---- | ------ | ------- |
| 1990 | 17,200 | +3.41%  |
| 1995 | 19,485 | +2.36%  |
| 2000 | 21,925 | +2.56%  |
| 2007 | 28,035 | +3.45%  |
| 2010 | 32,521 | +5.55%  |
| 2015 | 36,606 | +2.28%  |
| 2020 | 41,961 | +2.72%  |

필리핀 통계청은 푸에르토갈레라 지방 자치체를 가구 소득을 기준으로 1급으로 분류한다. 이 지방 자치체는 2010년 전국 인구 조사에서 32,521명의 인구를 기록했다. 2012년 인구는 35,188명으로 추정되었다.

## 경제

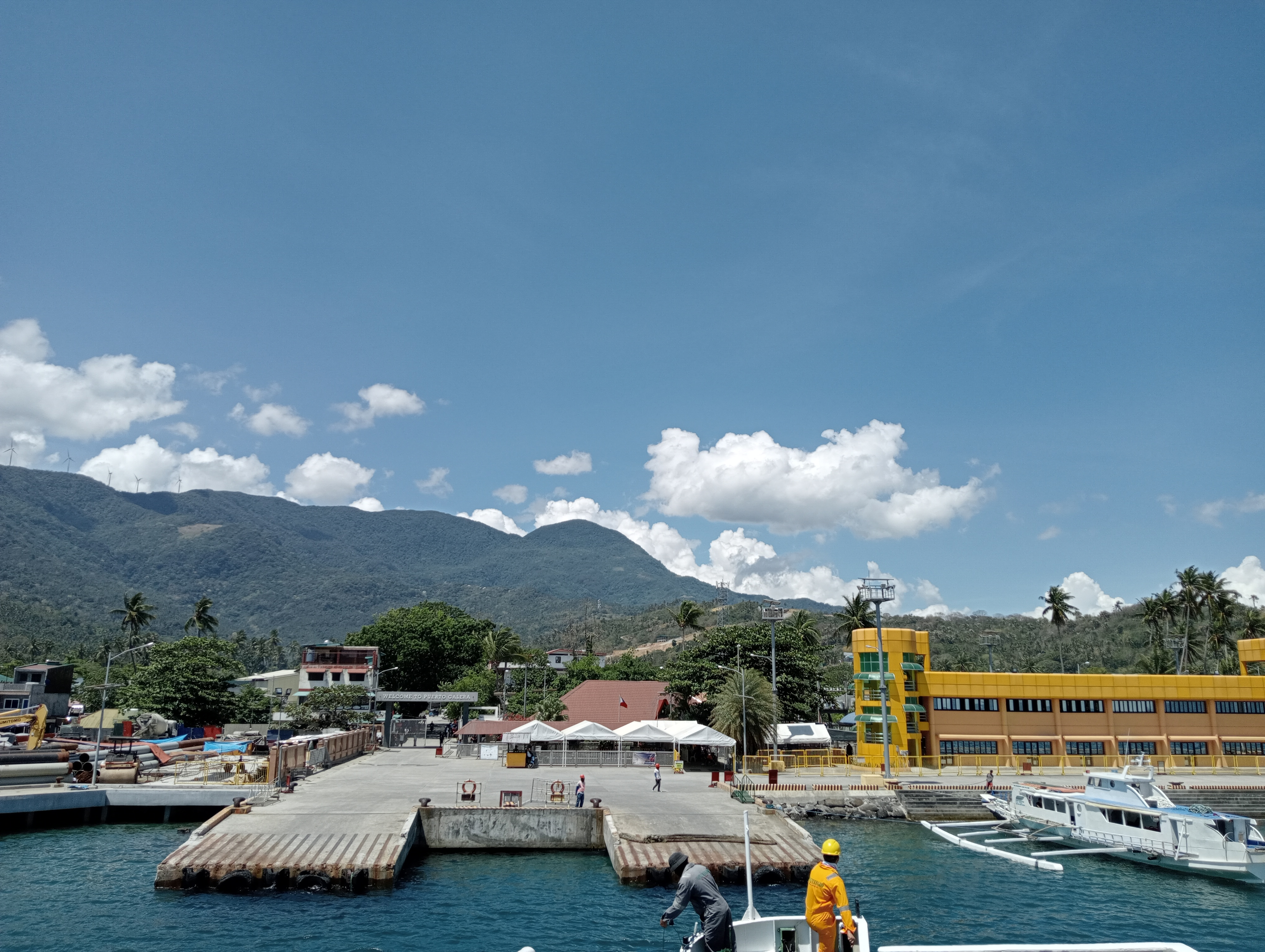
푸에르토갈레라 항구

이 도시의 전통적인 경제는 어업과 자급자족 농업이었지만, 1970년대 말 관광 붐과 함께 서비스 부문이 점점 더 중요해지면서 인구 및 경제 성장을 이끌었다. 푸에르토갈레라의 13개 마을("바랑가이") 중 절반은 현재 관광 기반 활동에 생계를 의존하고 있다.
또한 민도로는 필리핀의 재생 에너지 개발에 있어 핵심 지역 중 하나로 빠르게 부상하고 있다. 여러 대규모 풍력, 수력, 지열 프로젝트가 건설 중이며, 2012년에 이 섬은 2016년까지 전력 순수출국이 되기를 희망했다.

### 관광

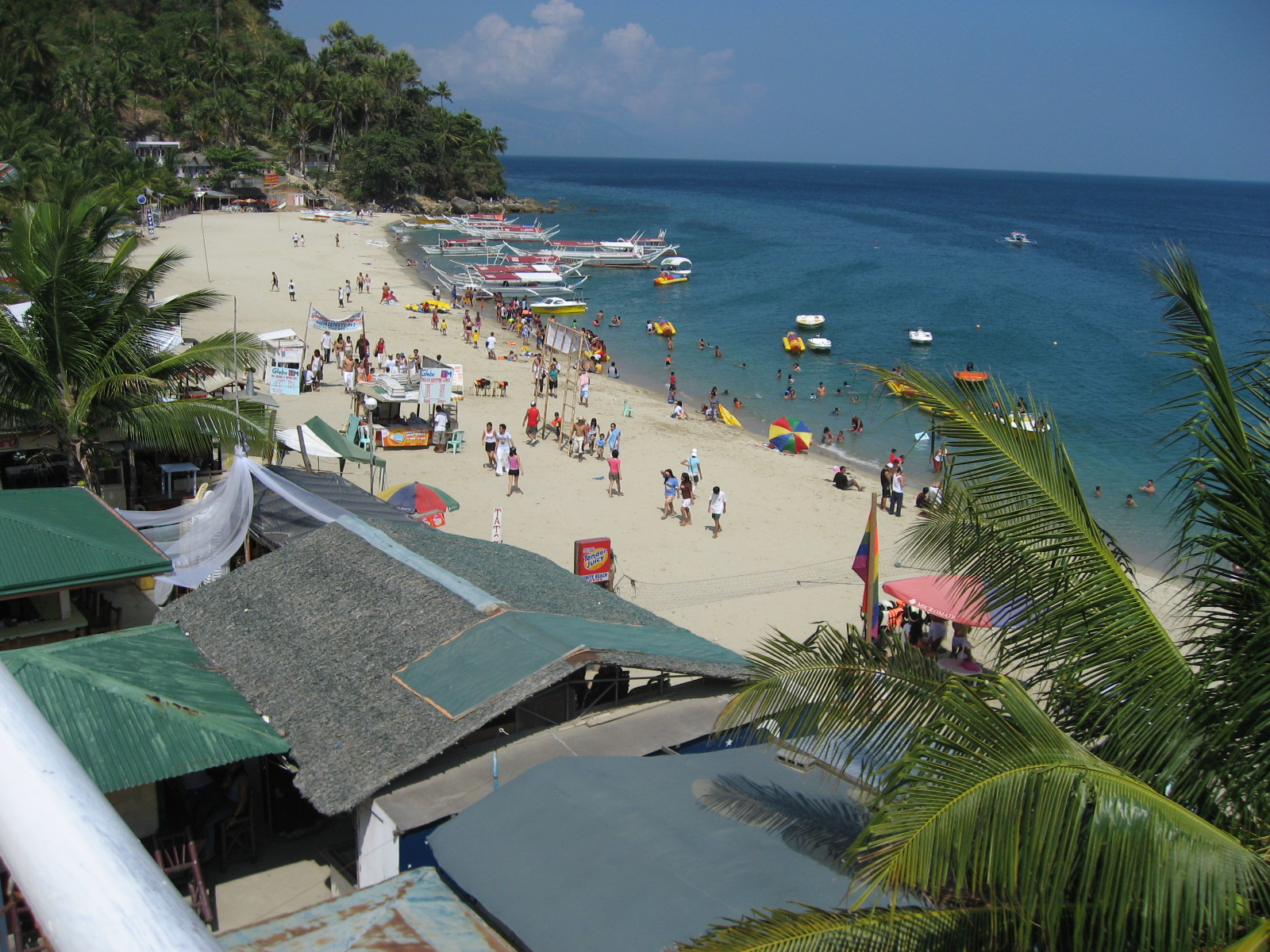
화이트 비치

관광은 현재 푸에르토갈레라 경제의 핵심 활동이며, 이곳은 해변, 스쿠버 다이빙, 그리고 "고고 바"를 포함한 엔터테인먼트 활동으로 잘 알려져 있다. 이 도시와 그 해변은 필리핀의 성매매 관광 산업의 많은 장소 중 하나가 되었다.
이 해안 마을에는 여러 포켓 비치와 스노클링 및 스쿠버 다이빙 명소가 있다. 이 지역은 1973년 유네스코의 인간과 생물권 보호구역으로 지정되었으며 아시아에서 가장 다양한 산호초 다이빙을 할 수 있는 곳 중 하나이다. 2001년 이래로 해양 환경은 이 지역 어부들이 관광 활동으로 더 높은 수입을 얻게 되면서 어부 수가 크게 줄어들어 혜택을 보았다.
푸에르토갈레라는 "세계에서 가장 아름다운 만 클럽" 목록에 포함되어 있으며, 필리핀에서 이 목록에 포함된 유일한 만이다.
푸에르토갈레라의 해변 중에는 사방 해변과 화이트 해변이 있으며, 이곳은 수많은 바와 레스토랑이 있는 활기찬 밤문화를 자랑한다. 두 곳 모두 바탕가스에서 방카 정기 노선을 통해 직접 접근할 수 있다. 서쪽에는 아브라 데 일로그로 가는 지역 보트 연결편만 있으며, 두 도시를 잇는 계획된 도로는 아직 완성되지 않았다. 동쪽으로는 민도로 순환 도로를 통해 칼라판으로 도로가 연결된다.

## 관광

### 다이빙 및 스노클링

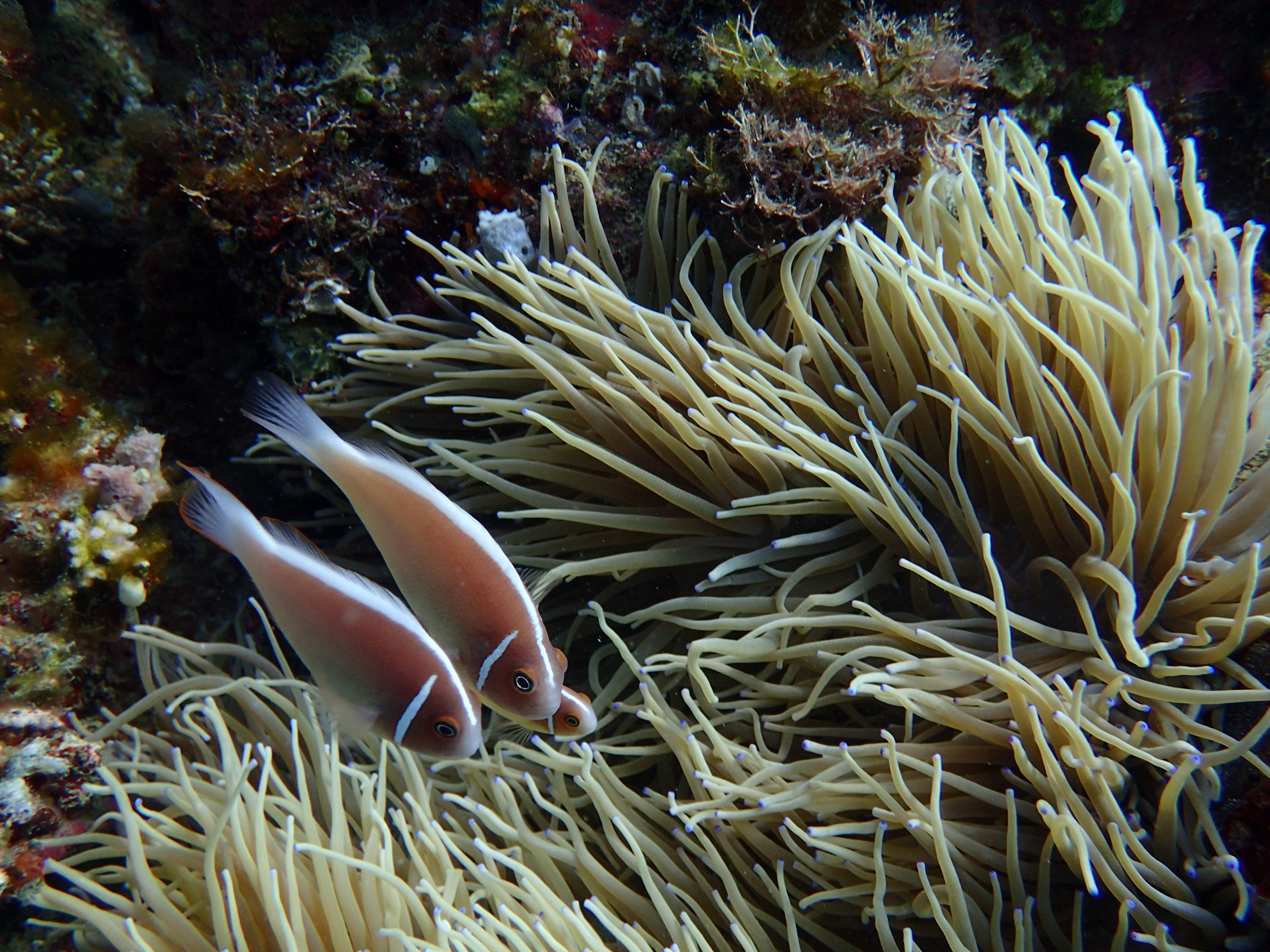
푸에르토갈레라 수중 모습

푸에르토갈레라, 특히 사방 지역은 필리핀과 아시아의 주요 다이빙 목적지 중 하나이다. 다이빙 장소는 사방 해변에서 5분 이내 거리에 있다. 다이빙 활동은 주로 에스카르세오 포인트 양쪽 지역을 중심으로 이루어진다. 해양 생물은 다양하다. 이 지역에서는 180종 이상의 갯민숭달팽이가 발견되며, 다양한 종류의 물고기를 볼 수 있다. 수년 동안의 다양한 난파선 외에도 제2차 세계 대전 일본 초계정 엔진의 난파선 하나가 발견되었다. 주요 다이빙 연맹인 PADI, CMAS, NAUI 및 테크니컬 다이빙 인터내셔널 (TDI)이 이 지역에 진출하여 초보자 오픈 워터부터 고급 및 테크니컬 다이빙 (재호흡기, 트라이믹스)까지 다양한 과정을 제공한다. 산호 삼각지의 중심인 베르데 아일랜드 해협에서의 다이빙 여행은 푸에르토갈레라에서 조직된다. 매부리거북, 올리브각시바다거북, 초록바다거북을 포함한 다양한 바다거북, 혹돔, 자이언트 그루퍼, 거대한 조개 등 많은 멸종 위기종이 베르데 아일랜드 해협에 서식한다.

## 환경
관광의 급격한 발전은 "번성하지만 통제 불능의 자유 시장 관광으로 인한 과도한 개발"로 인해 섬의 섬세한 생태계 보존을 위협하고 있다. 현재 이것이 푸에르토갈레라의 "가장 큰 문제"로 보인다. 관광 위주의 가속화된 개발은 환경에 대한 퇴보를 초래하며, 그중에서도 부적절한 하수 및 폐수 방류로 인한 해수 오염이 심각하다. 정기적인 해수 모니터링을 통해 심각한 조치가 취해지지 않는다면, 이러한 상황은 해변에서의 다양한 관광 활동의 지속 가능성에 심각한 위협이 된다.
1998년 여름, 메디오 섬 주변에서 광범위한 산호 백화 현상이 발생하여 얕은 산호초 시스템("산호 정원"이라고 불림)의 상당 부분이 죽었다. 그 이후로 산호는 무성했던 탁자 산호 대신 더 다양한 산호 종으로 다시 자랐다. 푸에르토갈레라의 산호는 2010년 엘니뇨 현상에 크게 영향을 받지 않았다. 지방 정부는 4,828헥타르(12,690헥타르)의 해역을 보호 해역으로 지정하여 산호와 암초 물고기에 특별한 보호를 제공했다.
2006년, 두 차례의 슈퍼 태풍으로 에스카르세오 포인트 주변의 얕은 암초가 손상되었다. 최대 6 미터 (20 ft) 깊이까지 자라는 빠른 성장 산호 종의 주요 부분이 파괴되었다. 이는 이 지역 산호초의 약 5%에 해당한다. 2008년 중반에는 새로운 산호 유입의 광범위한 징후가 나타났다. 아크로포라 종(사슴뿔 산호 및 탁자 산호)이 해당 지역에 빠르게 재군집하여 손상된 산호 대부분이 새로운 성장으로 대체되었다.

## 갤러리

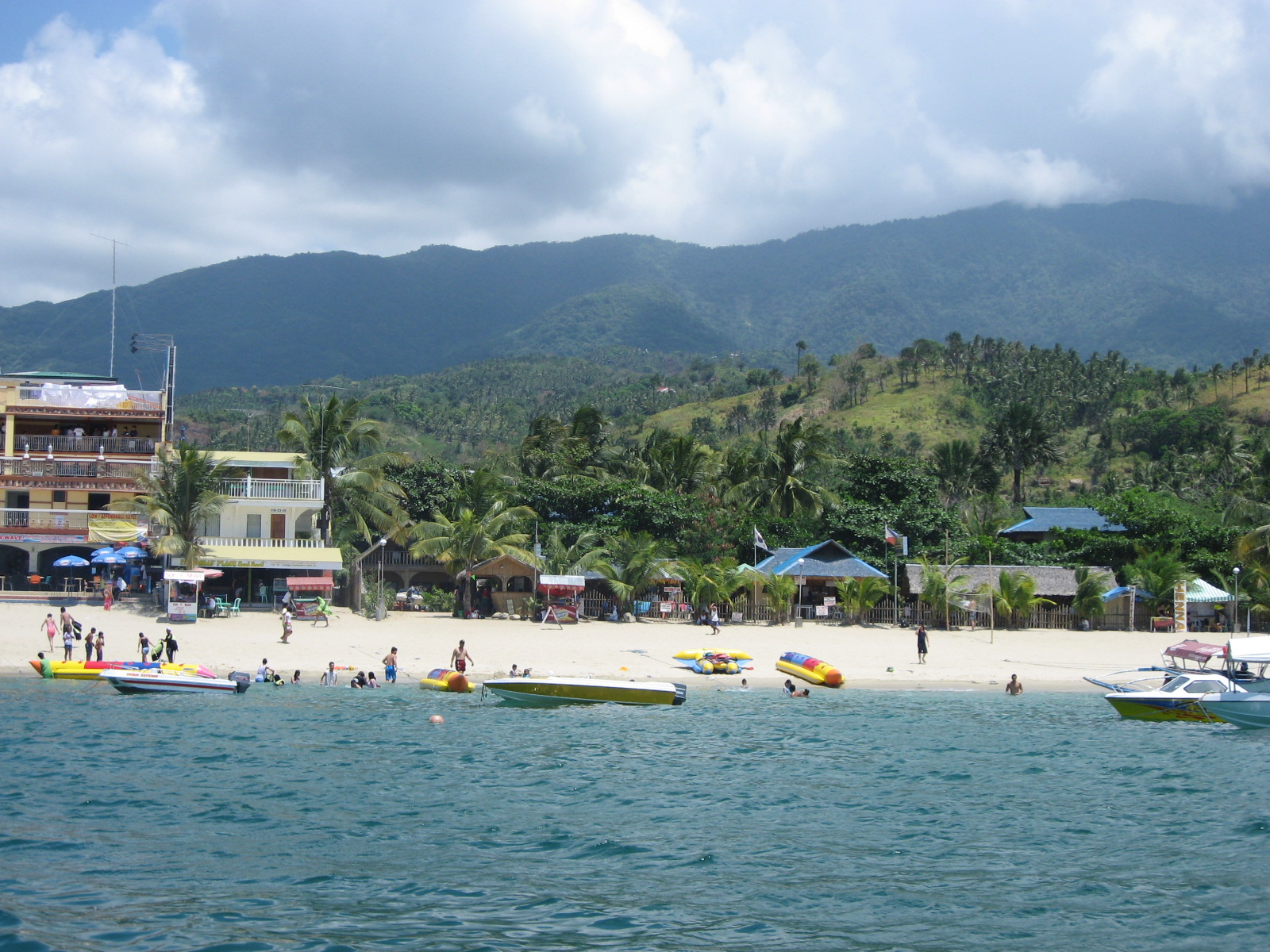
푸에르토갈레라 화이트 비치
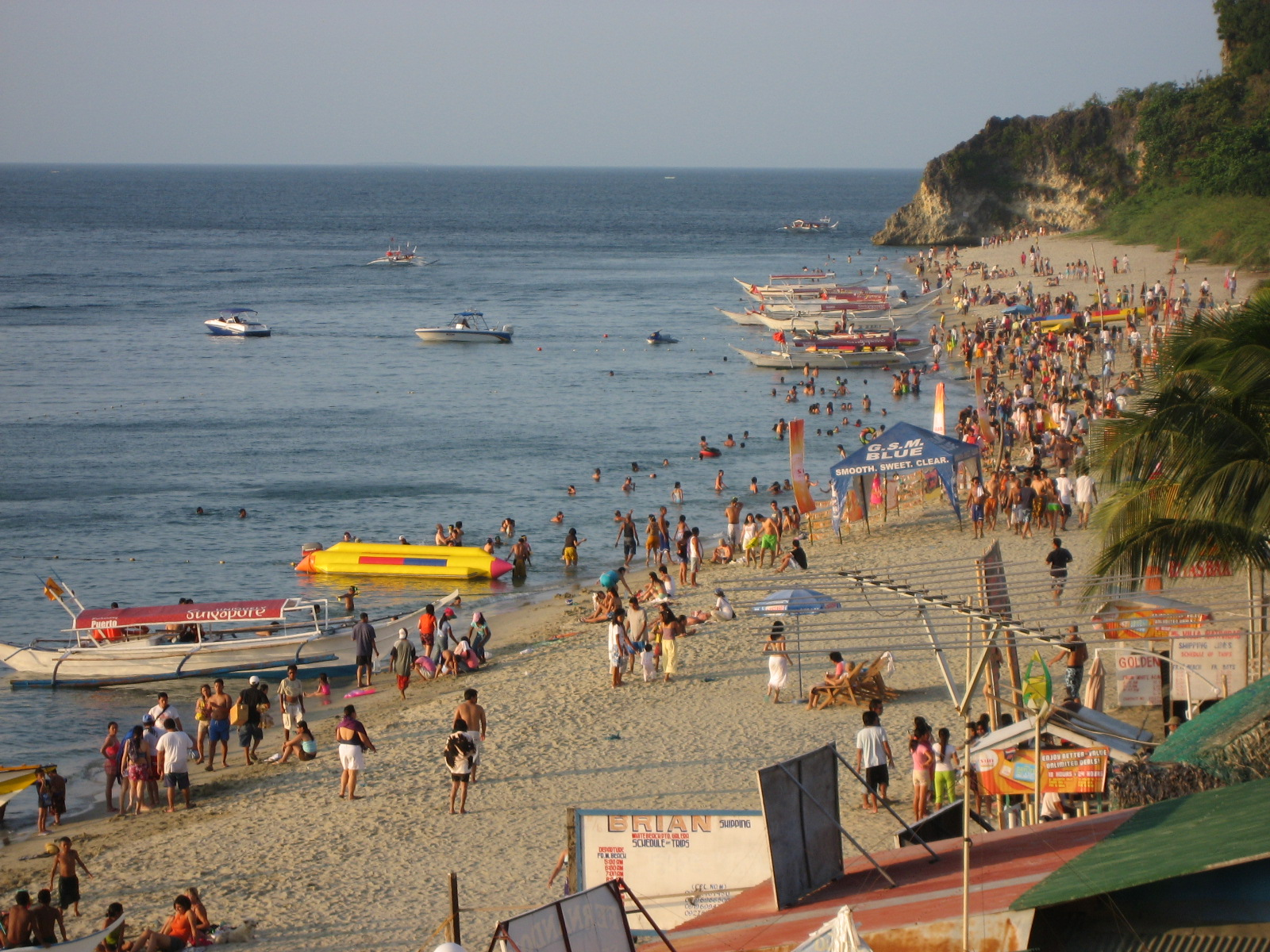
해질녘 화이트 비치, 북동쪽 끝을 바라보는 모습
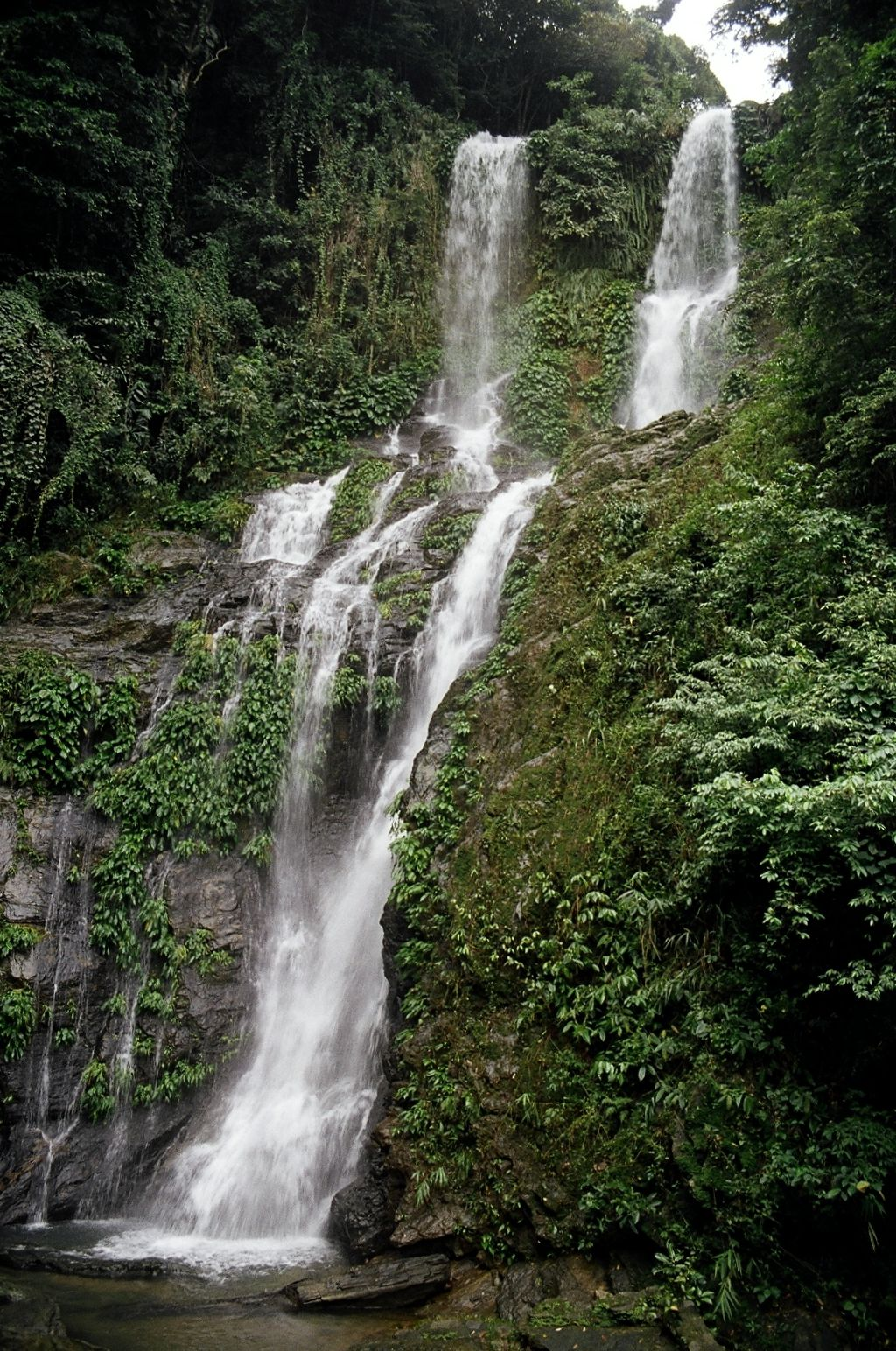
타마라우 폭포
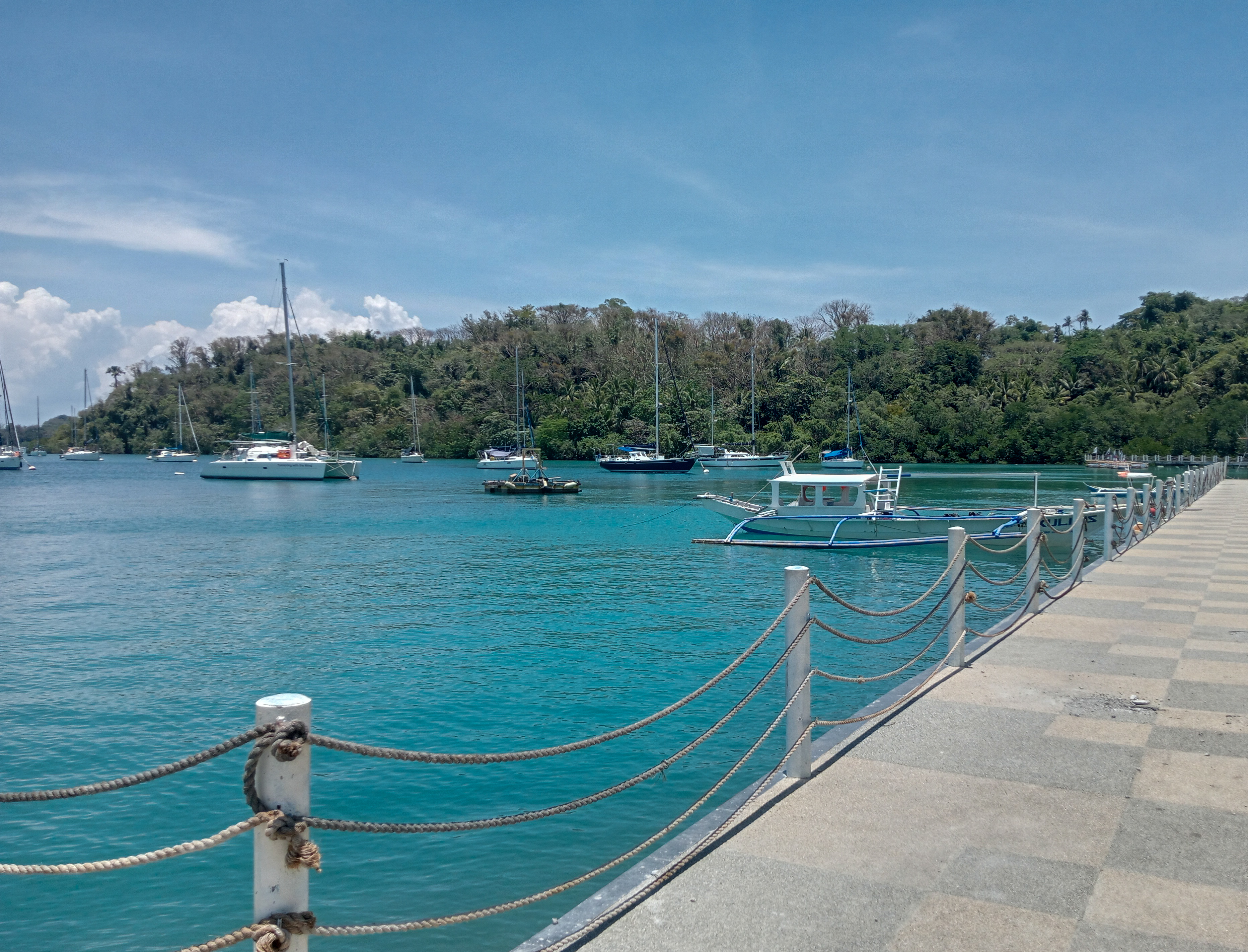
무엘레 항구
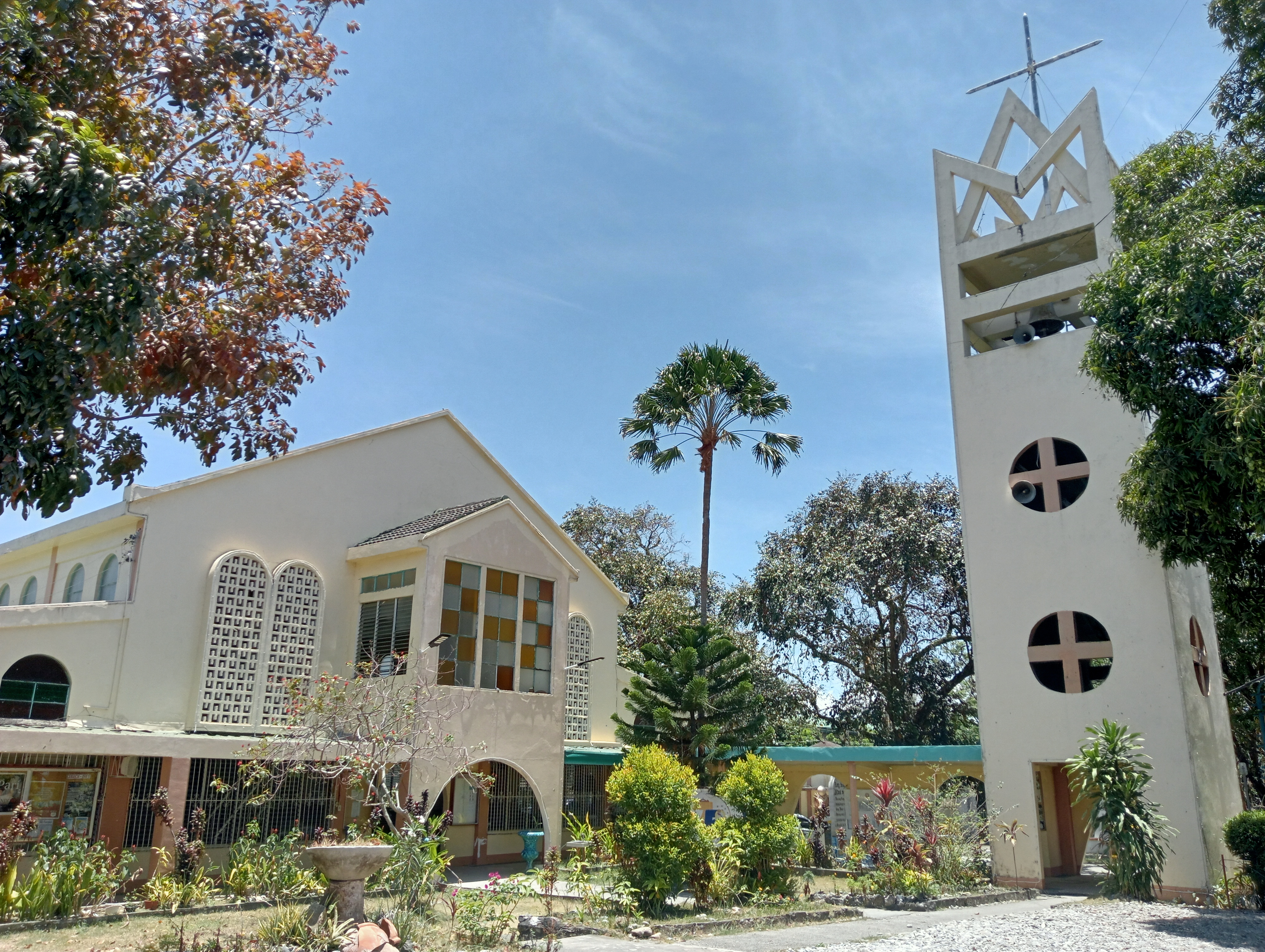
푸에르토갈레라 교회
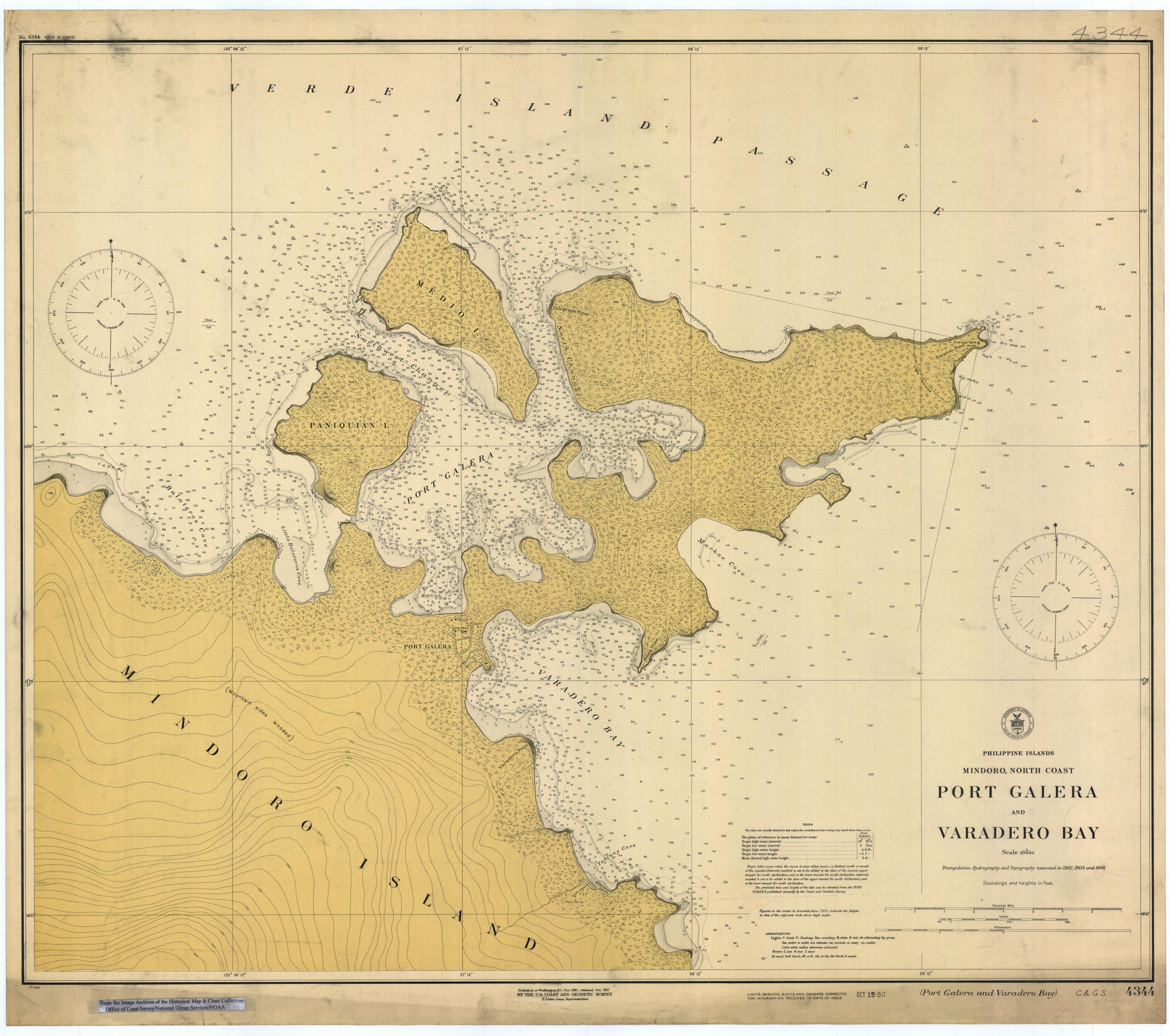
푸에르토갈레라 항구의 해상 지도 (1917년)
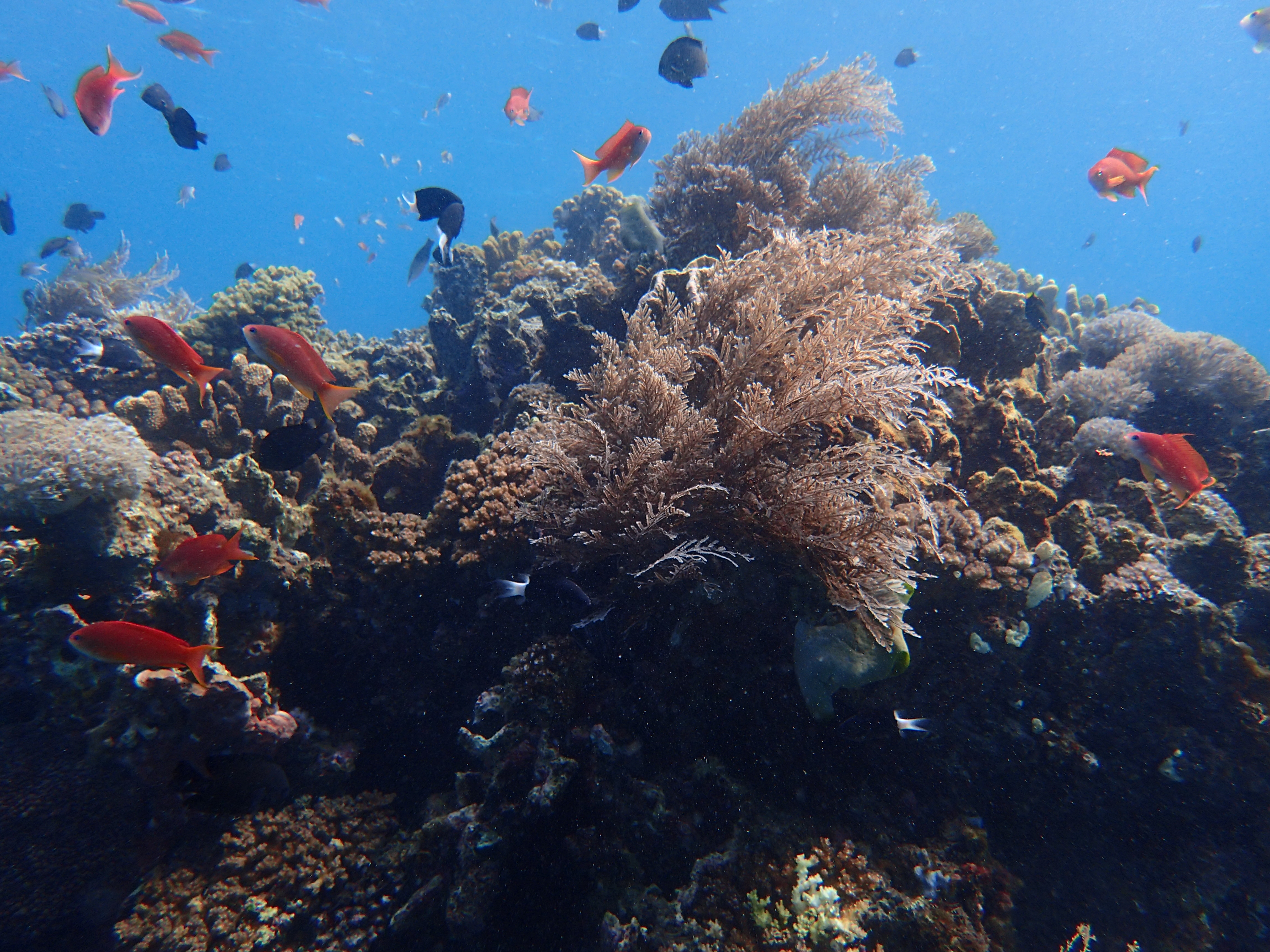
히드로이드 (Aglaophenia)가 있는 푸에르토갈레라 수중 산호 해저 풍경
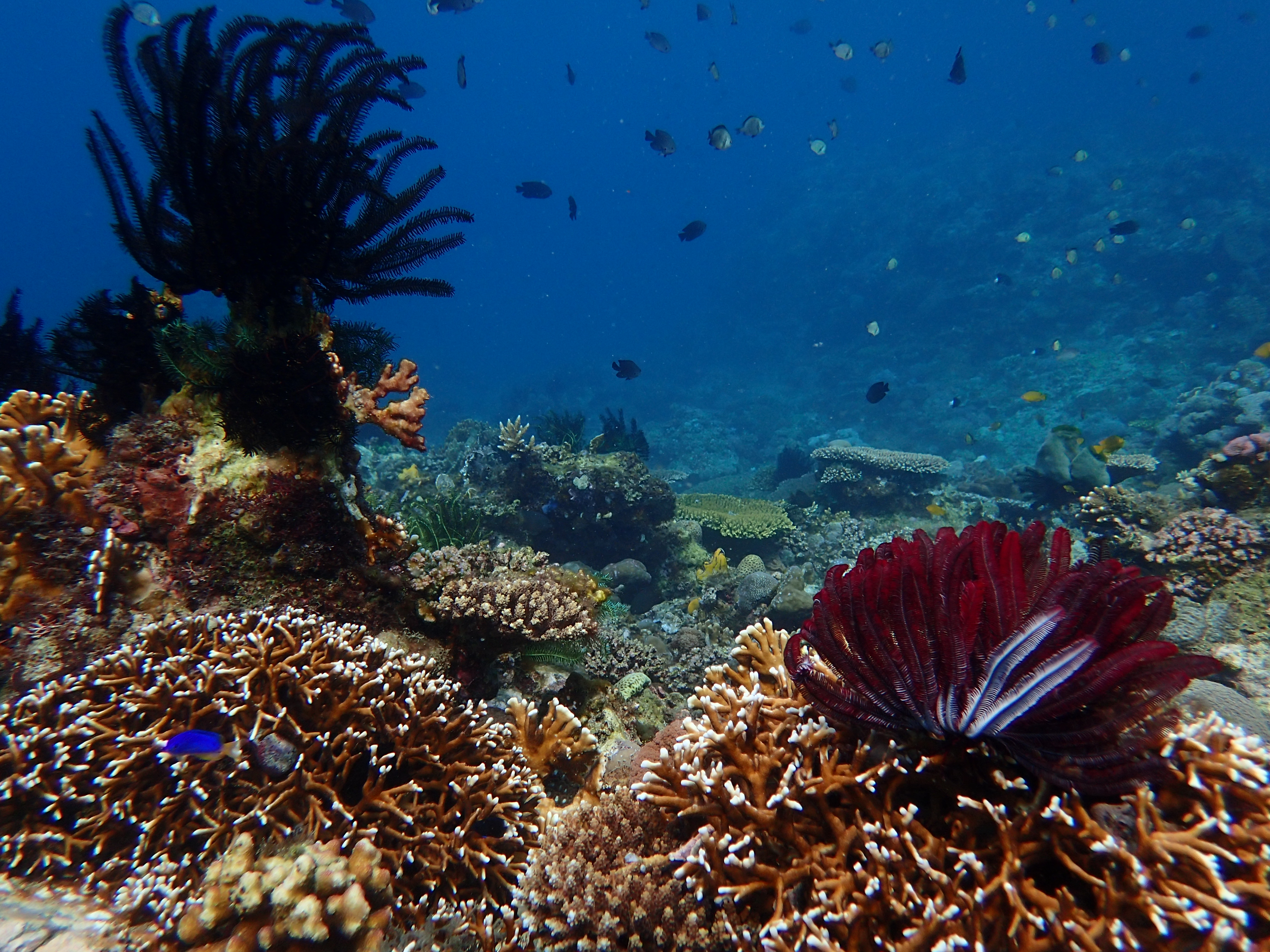
산호에 고정된 두 개의 큰 깃털별
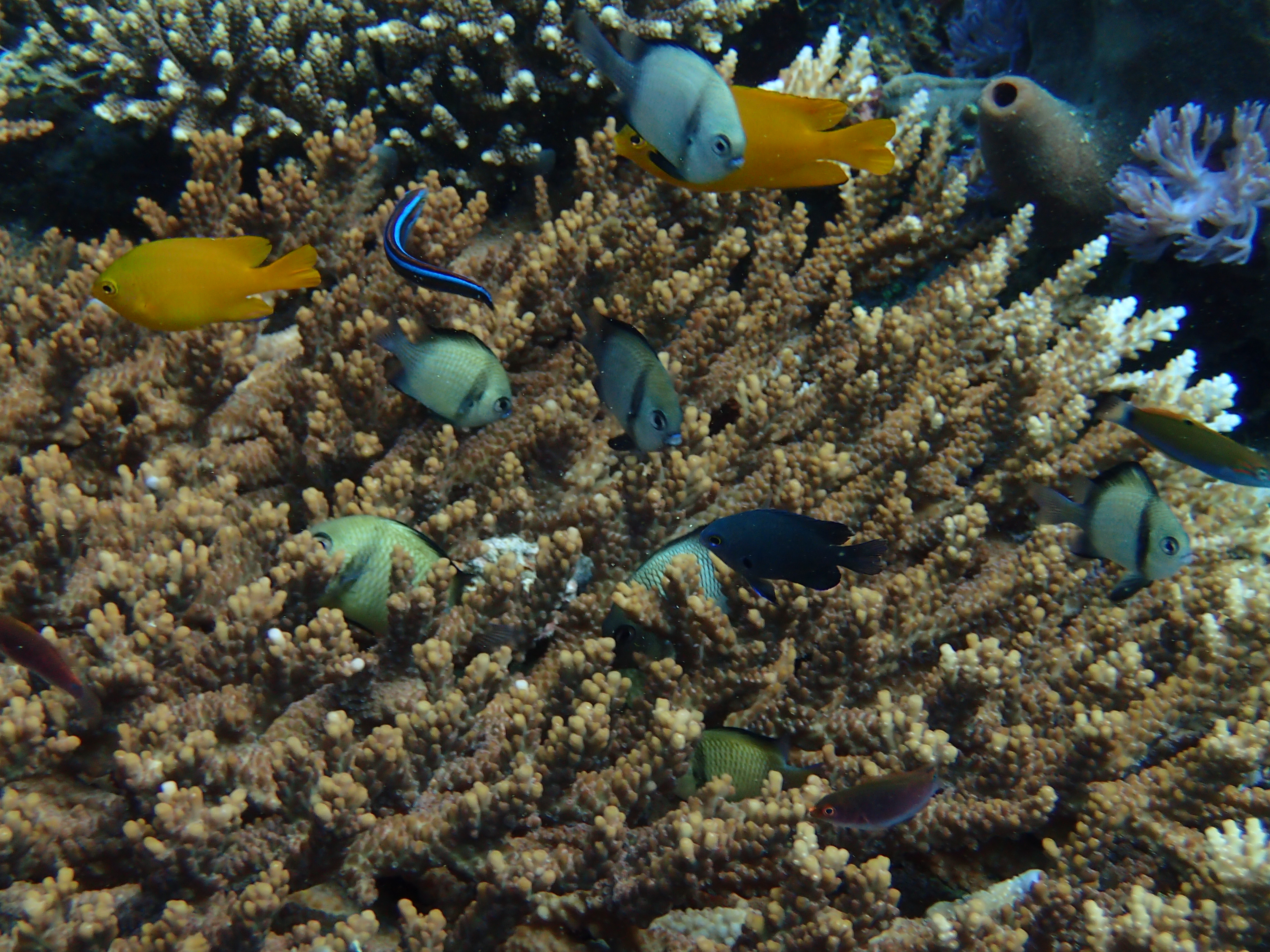
산호에 숨어있는 어린 물고기
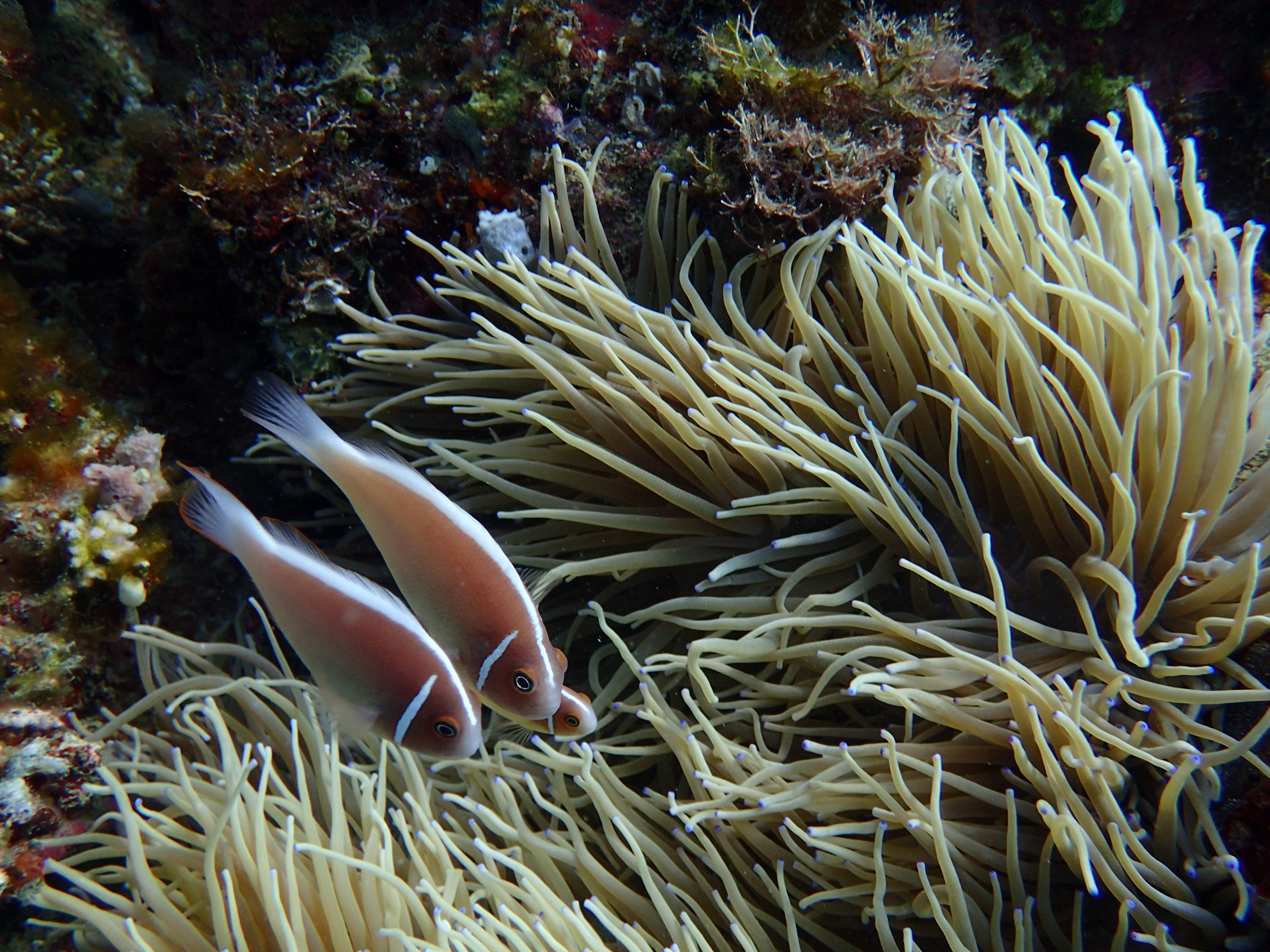
말미잘 숙주와 함께 있는 분홍색 말미잘 물고기
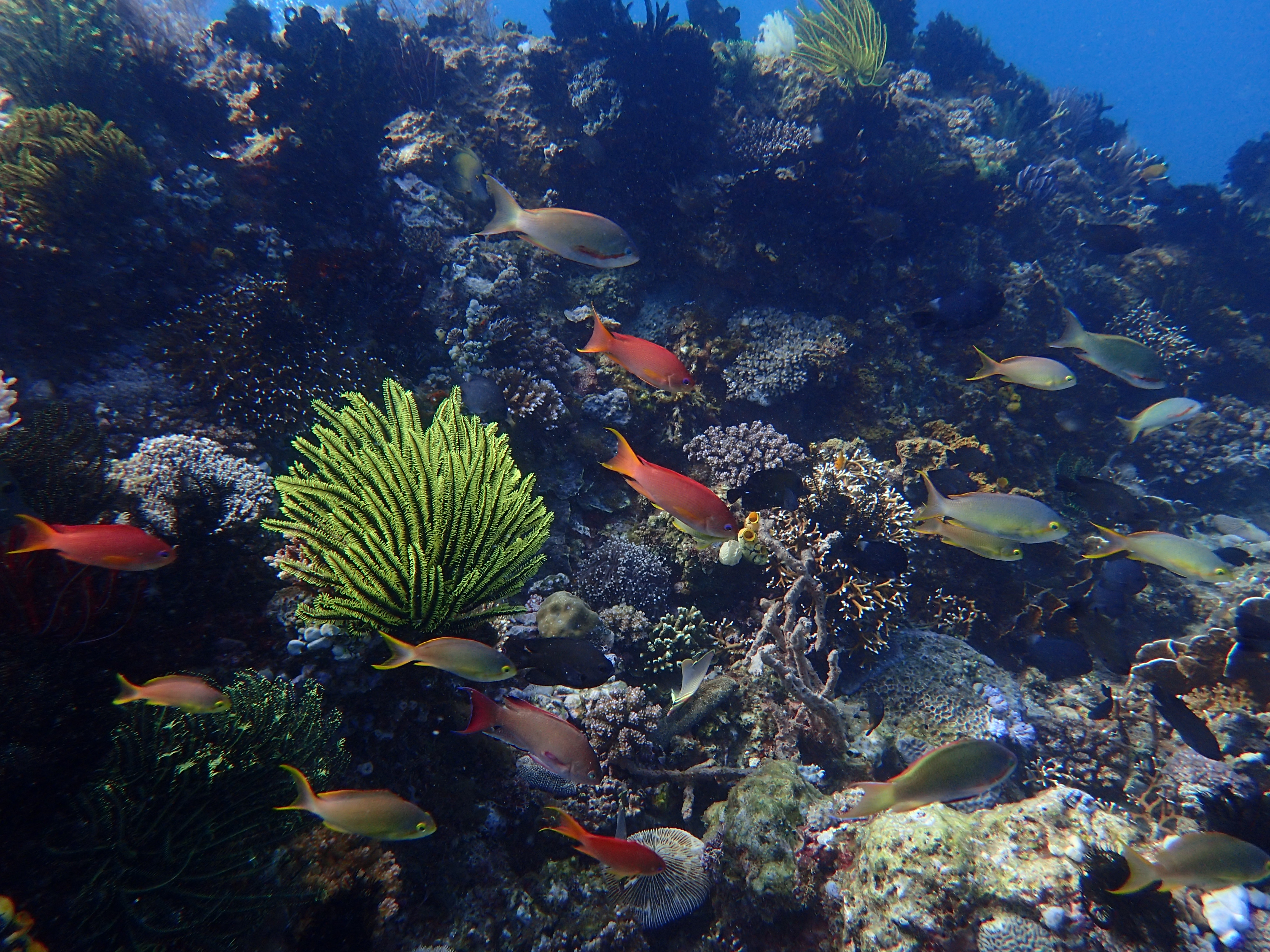
밝은 극피동물과 열대어가 있는 수중 해저 풍경
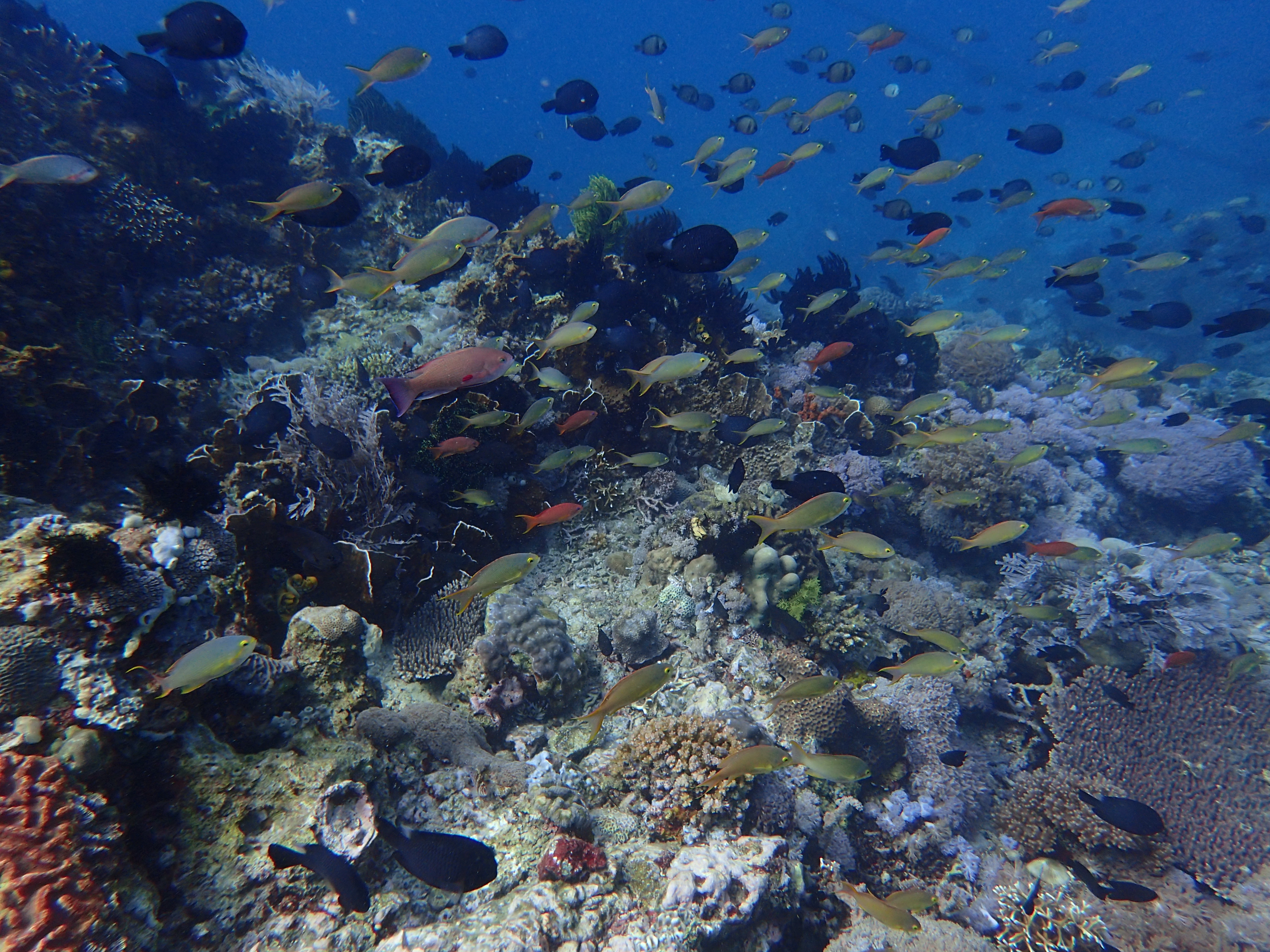
수중 해저 풍경
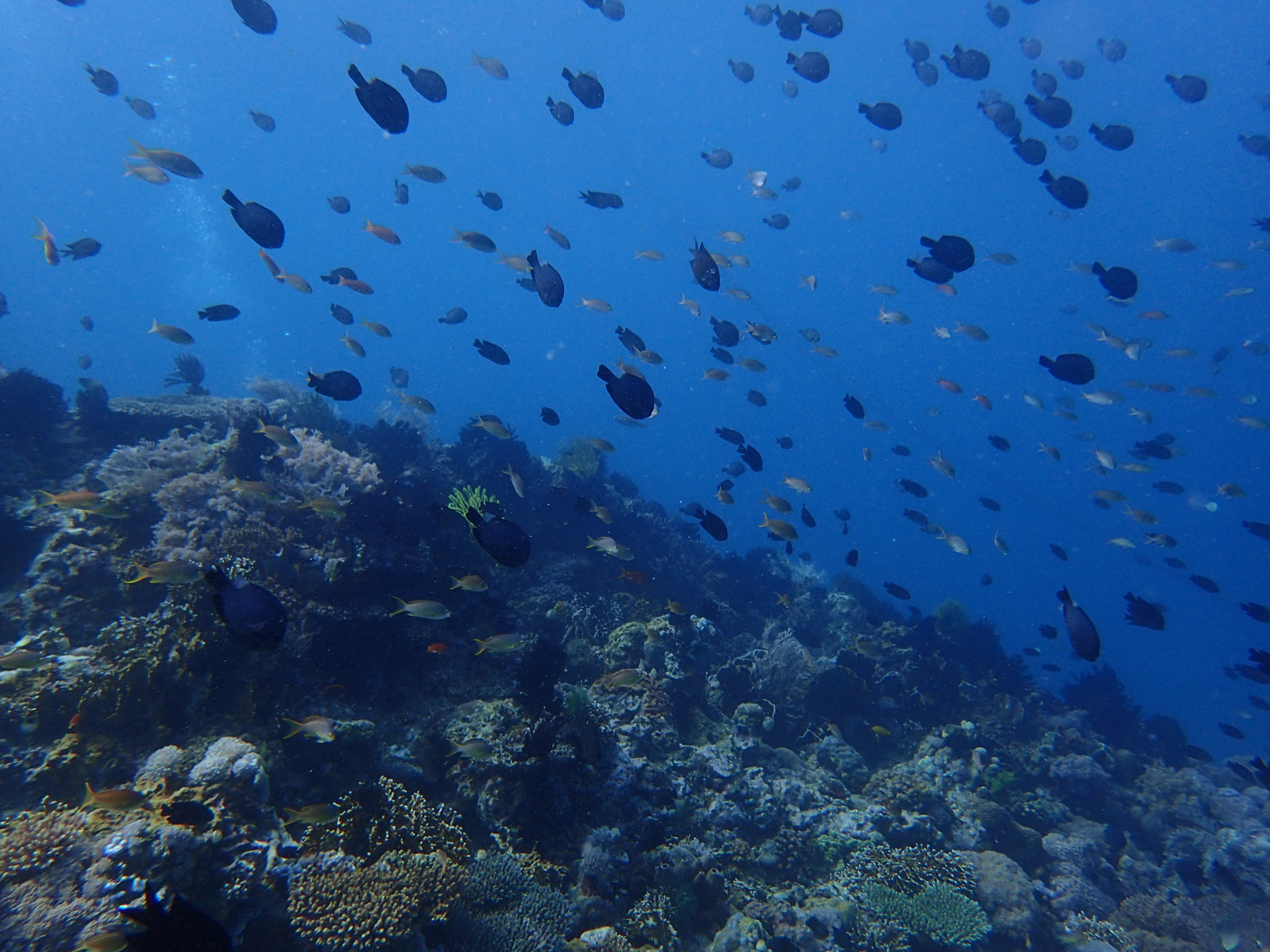
수중 해저 풍경
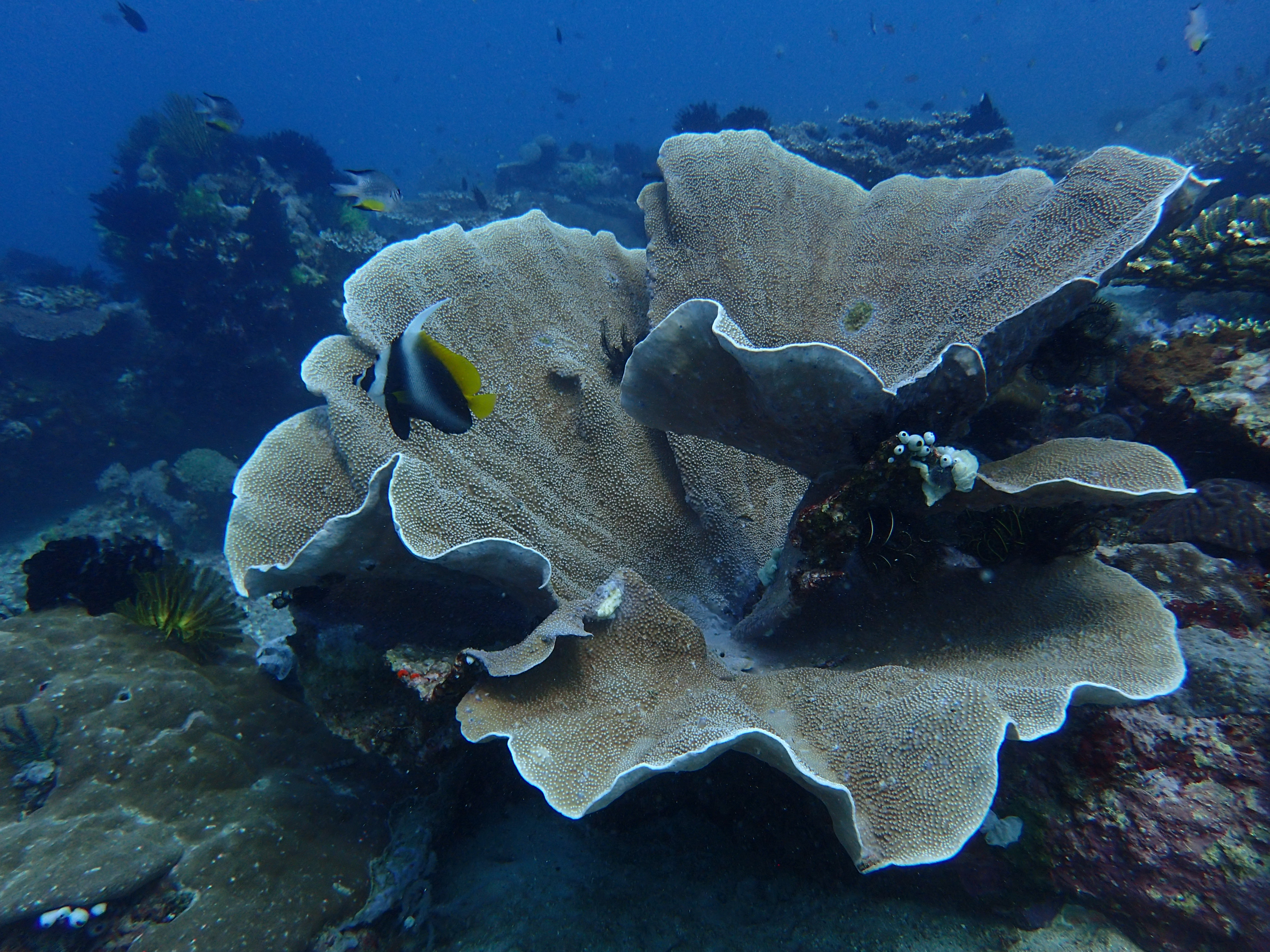
산호
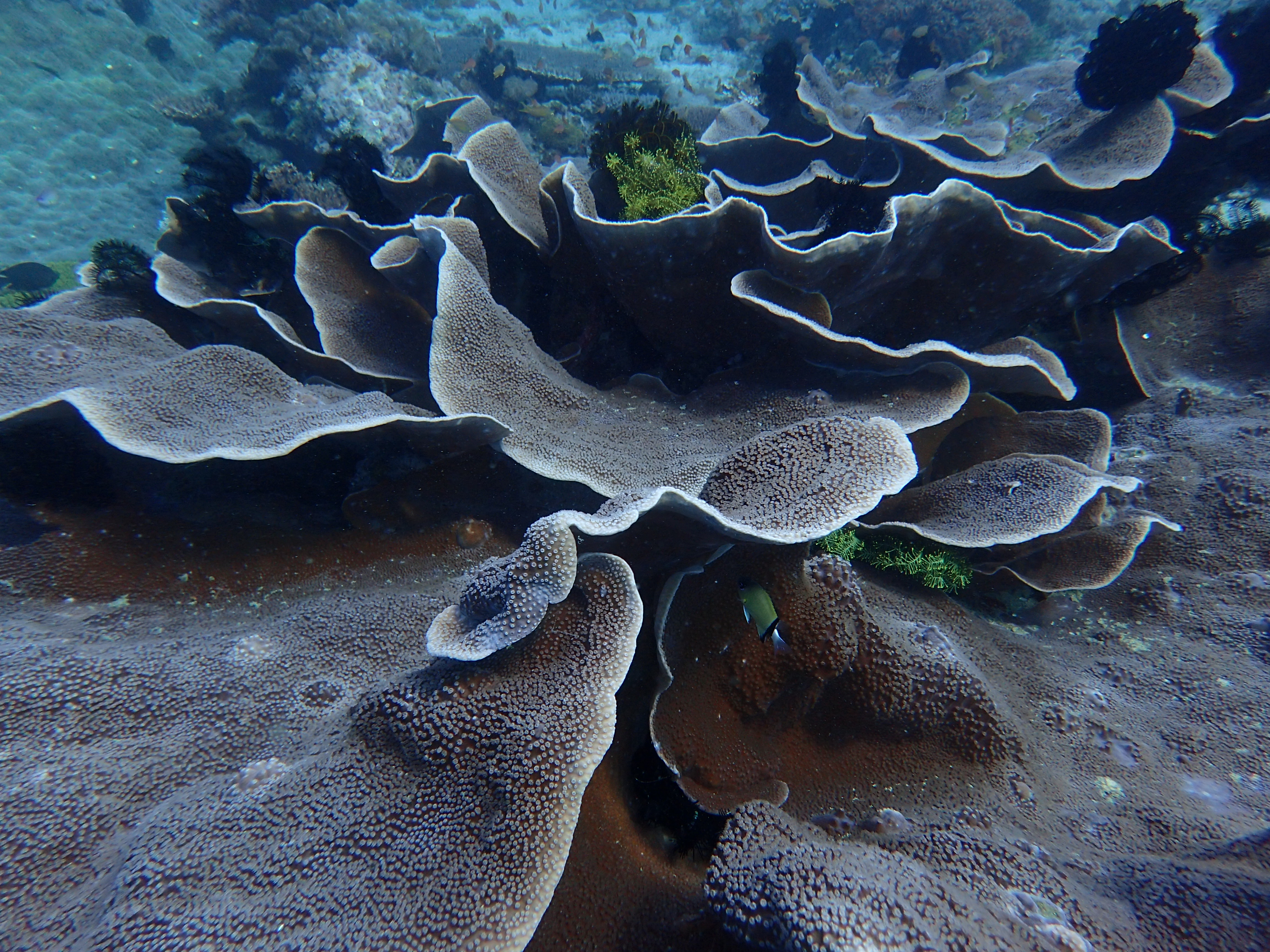
산호
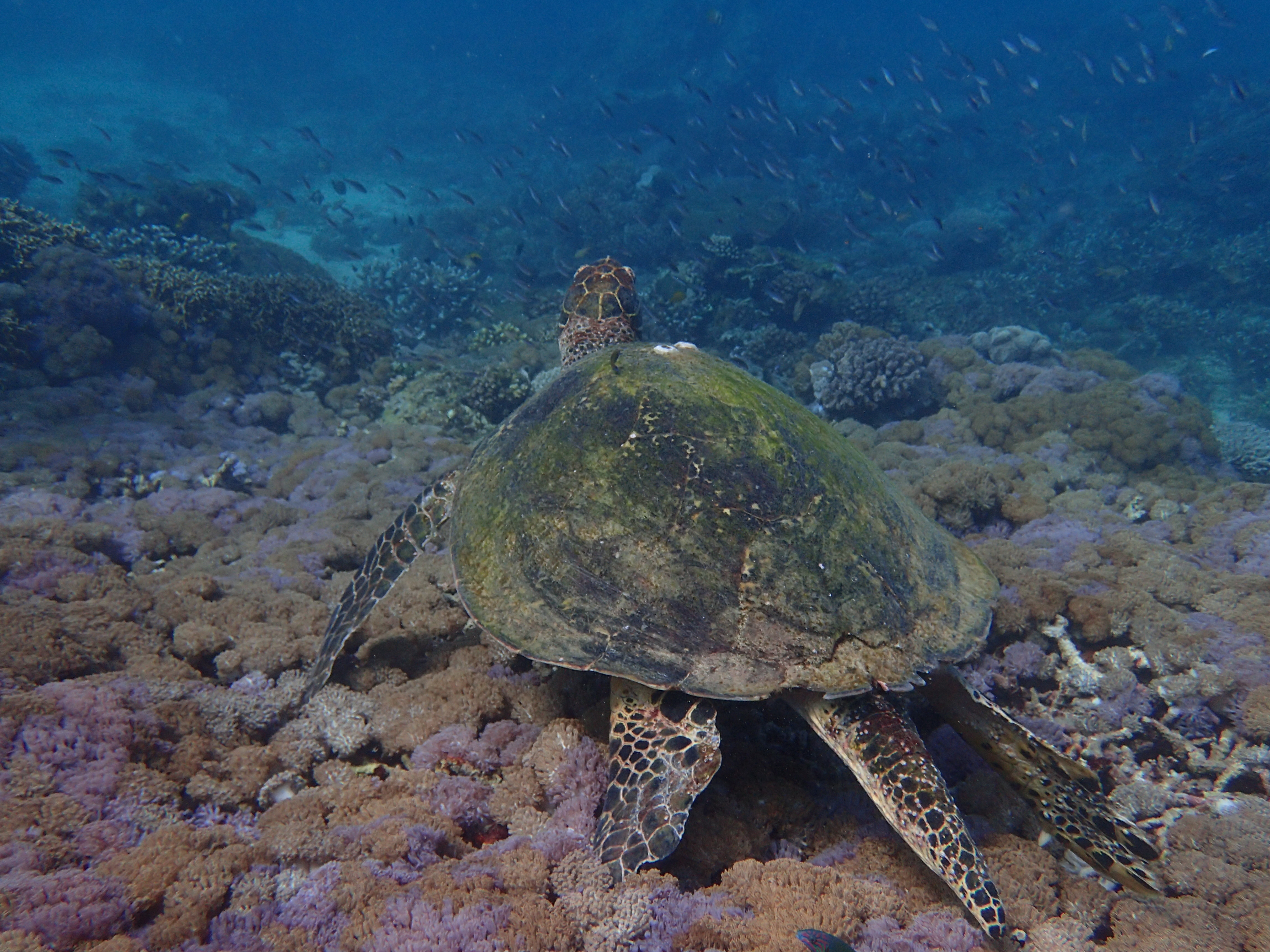
푸에르토갈레라 산호초에 있는 거북